# Erich Arndt (Tischtennisspieler)
Erich Arndt (* 18. Mai 1938 in Frankfurt am Main) ist ein ehemaliger deutscher Tischtennisspieler.

## Größte Erfolge
Bereits im April 1953 wurde man auf Erich Arndt aufmerksam, als er bei seiner Teilnahme an den internationalen englischen Juniorenmeisterschaften in London das Endspiel erreichte und den 2. Platz belegte. Vorher hatte er den hohen Favoriten Cliff Booth (England), den Franzosen Roß und den Engländer Morley ausgeschaltet.
Arndt wurde 1956 erstmals in die Nationalmannschaft berufen. Im Februar gewann er in Zürich gegen die Schweiz alle drei Einzel. Zwischen 1956 und 1967 spielte er insgesamt 53-mal in der Nationalmannschaft. Er gehörte in dieser Zeit zu den besten Spielern in Deutschland. Allerdings stand er im Schatten von Conny Freundorfer und Eberhard Schöler und belegte daher 3-mal „nur“ den 2. Platz bei deutschen Meisterschaften. 1962 erreichte er – als erster Deutscher – das Endspiel der Europameisterschaft in Berlin, wo er gegen Hans Alsér (Schweden) verlor. Nach diesem Erfolg wurde er in der ETTU-Rangliste auf Platz 3 geführt, die beste Platzierung, die ein Deutscher bis dahin erreichte. Er nahm an 4 Weltmeisterschaften teil. 1963 besiegte er im Länderkampf gegen China den amtierenden Weltmeister Zhuang Zedong.

## Eigenschaften
Arndt war als Linkshänder für jeden Gegner unangenehm. Er gehörte zu den Spielern, die in Deutschland den Topspin einführten.

## Werdegang
Zunächst spielte Erich Arndt Fußball, 1949 wechselte er in die Tischtennis-Abteilung. Von 1949 bis 1952 spielte er für den Verein SKV Mörfelden, der sich dann abspaltete und den TTC Mörfelden gründete. Hier blieb Arndt – bis auf ein kurzes Gastspiel 1970 in Rödelheim. 1967 beendete er seine Laufbahn als internationaler Leistungssportler, spielte aber noch lange (noch in der Saison 1979/80) mit Mörfelden in der Tischtennis-Bundesliga. 1988 wurde er nochmals Zweiter bei der Senioren-Weltmeisterschaft. In diesem Jahr gab er sein Buch Erich Arndt – Ein Tischtennisleben heraus.
Arndt ist Schirmherr des bundesoffenen „Erich-Arndt-Turniers“ für Nachwuchsspieler, das der TTC Mörfelden jährlich veranstaltet.

## Privat
Arndt heiratete 1959 Lieselotte Keim, eine Schwester der damaligen Mörfeldener Mannschaftskameraden Hermann und Walter Keim. Mit ihr hat eine Tochter namens Birgit, die auch bei Hessischen Meisterschaften antrat. Er arbeitete in einem Rechenzentrum in Darmstadt. Heute lebt er in Mörfelden-Walldorf.

## Erfolge
- Jugend
  - 1953 in Mörfelden – nationale deutsche Jugendmeisterschaften – 1. Platz Mixed (mit Ursula Hilbig)
  - 1953 London – Internationale englischen Juniorenmeisterschaften – 2. Platz (Niederlage im Endspiel gegen Conny Freundorfer)
  - 1953 Internationale Schweizer Juniorenmeisterschaften – 1. Platz Einzel
  - 1955 in Kiel – nationale deutsche Jugendmeisterschaften – 1. Platz Doppel (mit Wolf Berger)
  - 1955 Internationale Jugendmeisterschaft von Kent (England) – 1. Platz Einzel

- Nationale deutsche Meisterschaften
  - 1957 Berlin-West – Einzel 2. Platz
  - 1958 Neumünster – Einzel 2. Platz
  - 1962 Freiburg – Einzel 3. Platz, Doppel 1. Platz (mit Dieter Michalek), Mixed 3. Platz (mit Edit Buchholz)
  - 1963 Lübeck – Einzel 2. Platz, Doppel 1. Platz (mit Dieter Michalek), Mixed 3. Platz (mit Edit Buchholz)
  - 1964 Siegen – Mixed 3. Platz (mit Edit Buchholz)
  - 1965 Wiesloch – Einzel 3. Platz
  - 1967 Berlin – Einzel 3. Platz, Doppel 3. Platz (mit Dieter Michalek), Mixed 2. Platz (mit Agnes Simon)
  - 1980 Seniorenmeisterschaft Merzig – 1. Platz Mixed mit Irma Fischer
  - 1981 Seniorenmeisterschaft Schwalmstadt – 1. Platz Mixed mit Irma Fischer
  - 1985 Seniorenmeisterschaft Ü40 Krefeld – Einzel 2. Platz
  - 1986 Seniorenmeisterschaft Ü40 Baunatal – 2. Platz Doppel (mit Thaddäus Tedjasukmana)
  - 1989 Seniorenmeisterschaft Ü50 Krefeld – 1. Platz Einzel, 1. Platz Mixed mit Walltraud Gelbhaar
  - 1990 Seniorenmeisterschaft Ü50 Itzehoe – 2. Platz Doppel mit Elmar Stegmann, 1. Platz Mixed mit Marianne Ernst
  - 1991 Seniorenmeisterschaft Ü50 Hagen – 2. Platz Einzel

- Internationale deutsche Meisterschaften
  - 1961 Berlin – 3. Platz Einzel
  - 1962 St. Ingbert – 2. Platz Einzel, 2. Platz Doppel (mit Dieter Michalek)
  - 1963 Frankfurt am Main – 2. Platz Einzel

- Weltmeisterschaften
  - 1959 in Dortmund: 9. Platz mit Herrenmannschaft
  - 1963 in Prag: 3. Platz mit Herrenmannschaft
  - 1965 in Ljubljana: 10. Platz mit Herrenmannschaft
  - 1967 in Stockholm: 4. Platz mit Herrenmannschaft, Achtelfinale im Mixed mit Edit Buchholz

- Europameisterschaften
  - 1958 in Budapest: 5. Platz mit Herrenmannschaft, Achtelfinale Einzel
  - 1962 in Berlin-West: 3. Platz mit Herrenmannschaft, 2. Platz Einzel, Viertelfinale Doppel, Viertelfinale Mixed
  - 1964 in Malmö: 6. Platz mit Herrenmannschaft

- Internationale Meisterschaften
  - 1962 Skandinavien: Platz Doppel (mit Dieter Michalek)

- Bundesranglistenturniere
  - 1959 in Berlin: 1. Platz
  - 1960 in München: 3. Platz
  - 1961 in Neumünster: 3. Platz
  - 1963 in Mainz: 1. Platz
  - 1965 in Berlin: 2. Platz
  - 1966 in Wiesloch: 3. Platz
  - 1967 in Hagen: 2. Platz

- Deutsche Mannschaftsmeisterschaften
  - 1955 in Hof: TTC Mörfelden
  - 1956 in Köln: TTC Mörfelden
  - 1957 in München: TTC Mörfelden
  - 1960 in Salzgitter: TTC Mörfelden
  - 1961 in Neuwied: TTC Mörfelden 2. Platz
  - 1985 Senioren-Meisterschaft in Becklingen: 1. Platz mit Mörfelden

- Deutschlandpokal
  - 1967 in Kassel: 1. Platz Hessen

- Ranglisten
  - 1957, 1958, 1962, 1963: 2. Platz in der deutschen Rangliste
  - 1962: 3. Platz europäischer Verband ETTU
  - 1964: 18. Platz Weltverband ITTF

- Senioren-Weltmeisterschaft
  - 1988 in Zagreb: 2. Platz Einzel (Ü50)
  - 2010 in Hohhot: 3. Platz Doppel (Ü70) mit Konrad Steinkämper

## Turnierergebnisse
| Verband | Turnier             | Jahr | Ort       | Land | Einzel     | Doppel        | Mixed         | Team |
| ------- | ------------------- | ---- | --------- | ---- | ---------- | ------------- | ------------- | ---- |
| FRG     | Europameisterschaft | 1962 | Berlin    | FRG  | Silber     | Viertelfinale | Viertelfinale |      |
| FRG     | Europameisterschaft | 1958 | Budapest  | HUN  | letzte 16  |               |               |      |
| FRG     | Weltmeisterschaft   | 1967 | Stockholm | SWE  | letzte 32  | letzte 32     | letzte 16     | 4    |
| FRG     | Weltmeisterschaft   | 1965 | Ljubljana | YUG  | letzte 128 | letzte 32     | Qual          | 10   |
| FRG     | Weltmeisterschaft   | 1963 | Prag      | TCH  | letzte 128 | letzte 32     | letzte 32     | 3    |
| FRG     | Weltmeisterschaft   | 1959 | Dortmund  | FRG  | letzte 32  | letzte 32     | Scratched     | 9    |